# هينريتش فريتش
هينريتش فريتش (بالألمانية: Heinrich Fritsch)‏ هو طبيب توليد ‏ ألماني، ولد في 5 ديسمبر 1844 في هاله في ألمانيا، وتوفي في 12 مايو 1915 في هامبورغ في ألمانيا.